# Coryphellina lotos
Coryphellina lotos is een slakkensoort uit de familie van de Flabellinidae  De wetenschappelijke naam van de soort werd voor het eerst geldig gepubliceerd in 2017 door Korshunova, Martynov, Bakken, Evertsen, Fletcher, Mudianta, Saito, Lundin, Schrödl en Picton.